# Латук дубравный
Латук дубравный (лат. Lactuca quercina) — вид травянистых растений рода Латук (Lactuca) семейства Астровые (Asteraceae). Встречается в Центральной Европе.

## Ботаническое описание

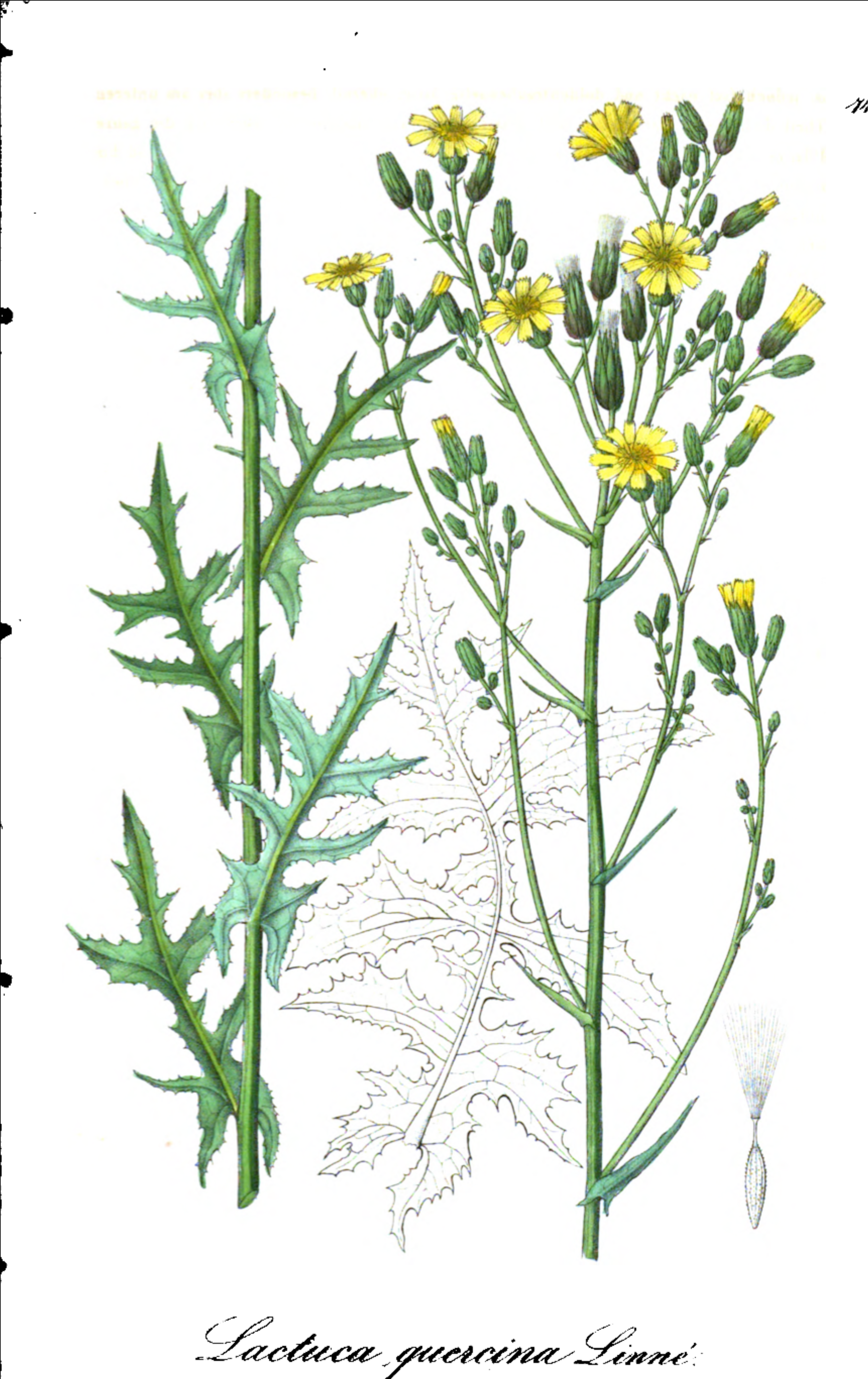

Однолетнее или двулетнее травянистое растение высотой от 60 до 130 см с веретеновидным или реповидным корневищем. Верхняя часть стебля ветвистая, полая, ярко-зелёного цвета, иногда с красноватым оттенком. Мягкие и голые листья более или менее глубоко перисто-лопастные, зубчатые. Верхние сидят прямо на стебле со стреловидным основанием, нижние — стелющиеся. Нижняя сторона листьев голубовато-зелёная.

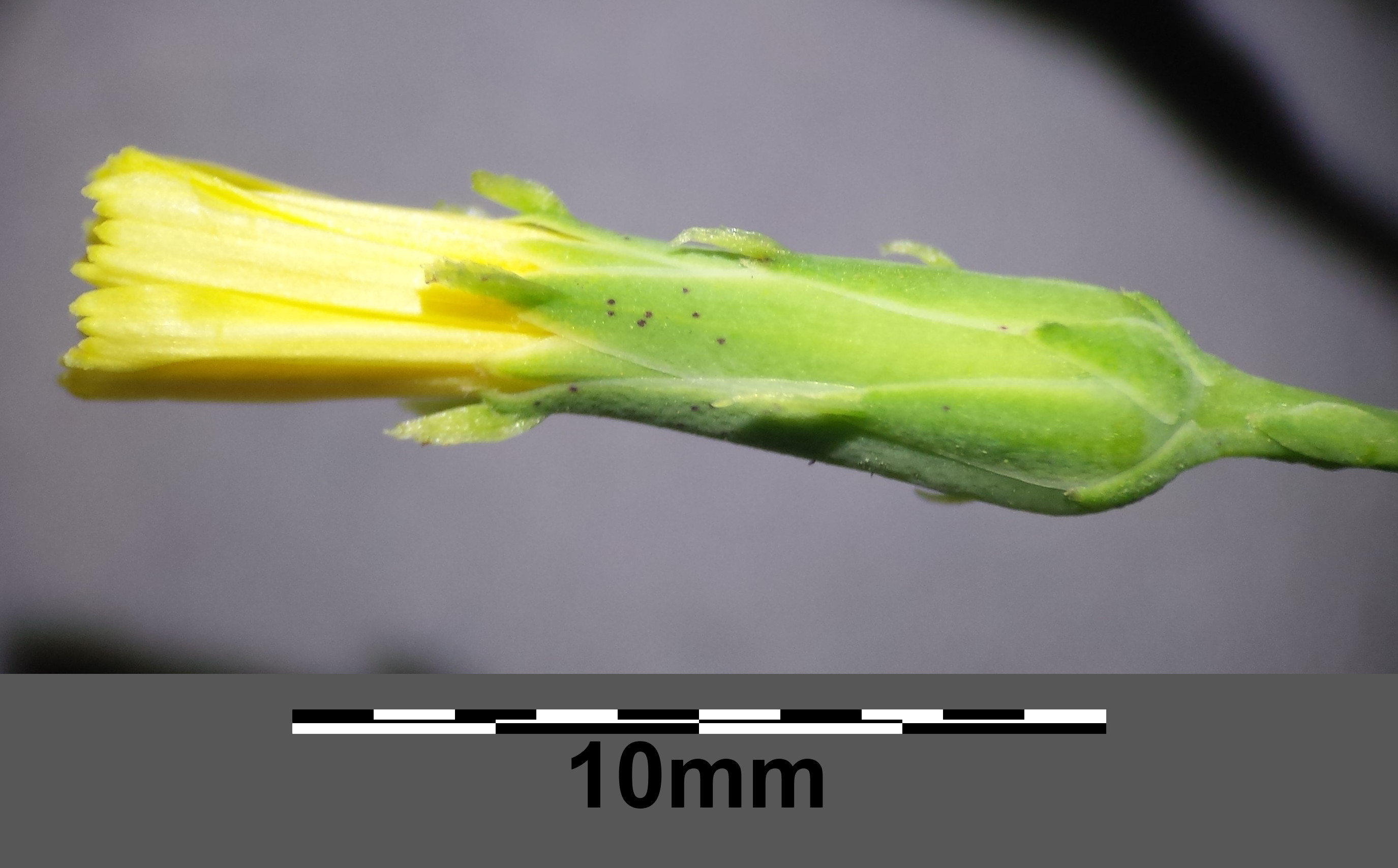
Корзинка с многорядными, точечными прицветниками

Соцветия — корзинки, собранные в узкой щитковидной метёлке. Жёлтые лучевые соцветия имеют красновато-коричневые пятнистые, белоокаймленные прицветники. Верхняя часть плода покрыта короткими щетинистыми волосками, ребристая. Семявыносящая часть плода примерно в два раза длиннее клюва плода.
Вид отличается от сходного с ним Mycelis muralis тем, что имеет по меньшей мере 8-цветковые корзинки.
Период цветения с июля по сентябрь.
Число хромосом 2n = 18.

## Распространение и экология
Вид встречается в Европе от юго-восточной Европы до центральной Германии, на востоке проникает вплоть до юга России. В Германии считается видом, находящимся под угрозой исчезновения.
Встречается под пологом лиственных лесов, опушкам и полянам. Растёт небольшими зарослями, реже — одиночными особями. Предпочитает сухие, теплые, богатые питательными веществами и известковые, каменистые почвы.

## Систематика
Выделяют два подвида:
- Lactuca quercina subsp. wilhemsiana (DC.) Feráková (Syn.: Lactuca wilhemsiana DC.): встречается в Албании, Черногории, Болгарии, Румынии, Украине, Турции, Кавказе и Закавказье.
- Lactuca quercina subsp. quercina: встречается в Европе, Турции, Кавказском регионе и Индии.